# يونس بن بكير
يونس بن بكير بن واصل الشيباني، من رواة الحديث وهو صدوق حسن الحديث، إلا أنه مرجىء يتبع السلطان. توفي سنة تسع وتسعين ومائة.

## روايته للحديث النبوي
- حدث عن: هشام بن عروة، وسليمان الأعمش، وطلحة بن يحيى، وزكريا بن أبي زائدة، ومحمد بن إسحاق فأكثر عنه، وعمر بن ذر، وكهمس بن الحسن، ومطر بن ميمون المحاربي، والنضر أبي عمر الخزاز، والسري بن إسماعيل، وأبي خلدة خالد بن دينار، وأسباط بن نصر، وعلي بن الحزور، ويونس بن أبي إسحاق، وأبي كعب صاحب الحرير وحجاج بن أبي زينب، وشعبة، وخلق.
- وعنه: سعدويه، وابن نمير، وإسحاق بن موسى الخطمي، وأبو خيثمة، وأبو كريب، وهناد، ويحيى بن معين، ومحمد بن المثنى، وعبيد بن يعيش، وأبو سعيد الأشج، وسفيان بن وكيع، وعقبة بن مكرم الضبي، ومحمد بن عمان بن كرامة، وأحمد بن محمد بن يحيى القطان، وأحمد بن عبد الجبار العطاردي وآخرون.[3]

## أقوال العلماء فيه
هذه جملة من اقوال وآراء العلماء فيه:
- قال أبو بكر بن أبي شيبة: «فيه لين».
- قال أبو حاتم الرازي: «محله الصدق».
- ذكره أبو حاتم بن حبان البستي في الثقات.
- قال أبو دواد السجستاني: «ليس هو عندي حجة يأخذ كلام ابن إسحاق فيوصله بالأحاديث».
- قال أبو زرعة الرازي: «سئل أي شيء ينكر عليه؟ فقال: أما الحديث فلا أعلمه».
- قال أحمد بن حنبل: «ما أزهد الناس فيه، وأنفرهم منه، وقد كتبت عنه».
- قال أحمد بن شعيب النسائي: «ليس بالقوي، ومرة: ضعيف».
- قال أحمد بن صالح الجيلي: «لا بأس به وبعض الناس يضعفونه».
- قال إبراهيم بن يعقوب الجوزجاني: «ينبغي أن يتثبت في أمره».
- قال ابن حجر العسقلاني: «صدوق يخطئ، ومرة: مختلف فيه».
- قال الذهبي: «الحافظ، وقال في الميزان: لا يقبل قول الحماني في يونس لأنه ضعيف».
- قال يحيى بن عبد الحميد الحماني: «لا أستحل الرواية عنه».
- قال زكريا بن يحيى الساجي: «هو عندهم من أهل الصدق، ومرة: كان صدوقا إلا أنه كان يتبع السلطان، وكان مرجئا».
- قال شعيب الأرناؤوط: «ثقة».
- قال عبيد بن يعيش المحلمي: «ثقة».
- قال عثمان بن سعيد الدارمي: «يخالف في يونس، ومرة: ليس به بأس».
- قال علي بن المديني: «كتبت عنه، ولست أحدث عنه».
- قال محمد بن عبد الله بن نمير: «ثقة رضي».
- قال محمد بن عمار الموصلي: «هو اليوم ثقة عند أصحاب الحديث».
- قال مصنفوا تحرير تقريب التهذيب: «صدوق حسن الحديث، وقد روى له مسلم في الشواهد لا الأصول».
- قال يحيى بن معين: «صدوق، ومرة: ثقة، ومرة: ليس به بأس ومرة: ثقة صدوق، ومرة: كتب عنه». وجاء عن يحيى بن معين أيضًا: «ثقة إلا أنه مرجئ يتبع السلطان».